# Махин, Иосиф Иванович
Иосиф Иванович Махин (14 ноября 1909, Нижний Новгород — 19 марта 1973, Горький) — советский спортсмен и тренер, Заслуженный тренер СССР (1956); судья всесоюзной категории по плаванию (1954).

## Биография
Родился 14 ноября 1909 года.
Занимался водными видами спорта — плавание, водное поло, прыжки в воду. Получил тяжёлую травму во время исполнения прыжка, но остался в спорте.
Окончил Высшую школу тренеров по плаванию. До войны работал тренером в профсоюзных обществах Москвы.
На Великую Отечественную войну не попал из-за полученной травмы. С 1947 года работал тренером спортивного общества «Динамо». Внимательный и требовательный к ученикам, хорошо разбирающийся в технике плавания, он всегда стремился к использованию всего нового, что появлялось в науке. С именем Махина связаны значительные достижения горьковских пловцов, когда чемпионками Советского Союза становились: Зинаида Плишкина, Галина Саликова, Тамара Рыжова, Нина Малышева. У Махина начинал свой путь в большой спорт пловец Лев Баландин — двукратный участник Олимпийских игр, рекордсмен мира, серебряный и бронзовый призёр чемпионатов Европы. Среди других известных воспитанников — А. Гугин, М. Ерохин, М. Ходыров, А Печищев, Ю. Железнов.
Умер 19 марта 1973 года. Похоронен в городе Горьком на Бугровском (Красном) кладбище (7 квартал).
С 1984 года в бассейне «Динамо», а затем в бассейне «Дельфин» Горького, проводятся соревнования памяти И. И. Махина.

## Награды
- Медаль «За трудовую доблесть» (27.04.1957) — «за успехи, достигнутые в деле развития массового физкультурного движения в стране, повышения мастерства советских спортсменов, и успешное выступление на международных соревнованиях»